# Heinrich von Homburg

Münzbild des Heinrich von Homburg

Heinrich von Homburg  († 1306) war ein Benediktinermönch und  von 1275 bis zu seinem Tod Abt von Kloster Corvey, das auf dem heutigen Gebiet der Stadt Höxter im Weserbergland in Nordrhein-Westfalen liegt.

## Leben
Abt Heinrich von Corvey entstammte dem im südlichen Niedersachsen begüterten Adelsgeschlecht der Edelherren von Homburg, die mit Erkenbert von Homburg bereits im frühen 11. Jahrhundert einen Corveyer Abt gestellt hatte. Seine Politik galt hauptsächlich dem Ausbau und der Sicherung des stiftischen Territoriums. Zur militärischen Verteidigung der Abtei selbst errichtete er innerhalb der Klosterbefestigung an deren Nordostecke zur Weser hin die Werneburg.